# Pont des Tourelles
Le pont des Tourelles est un ancien pont français franchissant la Loire à Orléans.

## Géographie

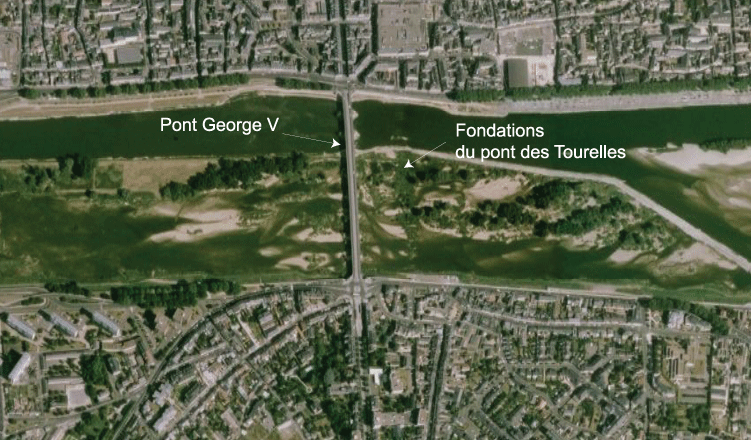
Situation du pont sur la Loire

Le pont des Tourelles relie les deux rives de la Loire, de la forteresse du Châtelet, sur la rive droite, au fort des Tourelles, sur la rive gauche. Il est érigé à une centaine de mètres en amont de l’emplacement de l’actuel pont George-V dans la ville d'Orléans alors situé dans la province de l'Orléanais du royaume de France.

## Histoire

### DuXIIeauXVesiècle:  un pont graduellement fortifié[1]
La construction du pont nécessite 20 ans, entre 1120 et 1140.
Le pont des Tourelles connaît de nombreuses vicissitudes par suite des intempéries - inondations et débâcles des glaces - mais aussi par suite des combats et des sièges dont il est le témoin. Les dommages qu'il subit au cours des siècles entraînent naturellement des réparations et, plusieurs fois, des transformations de structure.
Le pont comporte depuis son origine 21 arches dont 14 entre les tourelles et la motte Saint-Antoine, et sept entre cette motte et le Châtelet.
Après la défaite face aux troupes anglaises à la bataille d'Azincourt survenu au cours de la guerre de Cent Ans, les Orléanais décident de renforcer les défenses de leur ville et, dès 1417, font établir des boulevards et ériger, sur la motte Saint-Antoine, une grande bastille construite en bois.

### 1429: le siège d’Orléans[2]

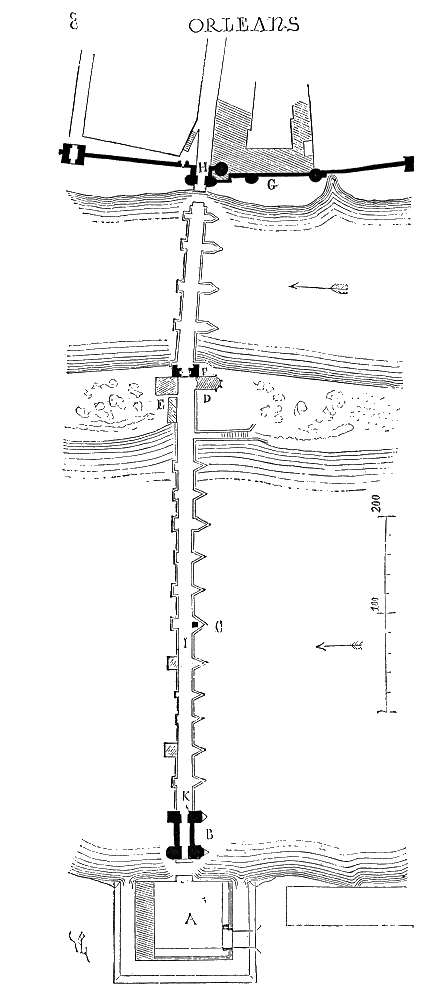
Plan du pont des Tourelles par Eugène Viollet-le-Duc

À l'époque où les Anglais assiègent Orléans, ceux-ci, suivant la rive gauche de la Loire, se présentent, le 12 octobre 1428, en provenance de la région naturelle de la Sologne, devant le boulevard des Tourelles (voir plan ci-contre, en A). Ce boulevard n'est alors qu'un ouvrage de terre et de bois. Le 22 octobre 1428, ils s'en emparent, et les habitants d'Orléans abandonnent le fort des Tourelles (en B), pour se retirer dans la bastille Saint-Antoine (en F), située dans l'île, après avoir eu la précaution de couper l'arche (en I) de cette partie du pont. Les Anglais, de leur côté, coupent l'arche (en K). Les Orléanais établissent à la hâte un boulevard de bois à la Belle-Croix (en C). C'est dans cet espace étroit que se déroulent les faits d'armes les plus notables de la bataille. La bastille Saint-Antoine (en F) est précédée d'une chapelle (en D) placée sous le vocable de ce saint, et d'une aumônerie (en E) destinée à recevoir les pèlerins et voyageurs attardés. En H se situe la porte de la ville, et en G le châtelet.
Un second pont-levis est pratiqué en avant de la porte H de la ville. Une vue perspective de l'architecte français Eugène Viollet-le-Duc présente l'entrée du pont d'Orléans, avec son boulevard sur la rive gauche, du côté de la Sologne, après les réparations faites depuis le siège de 1428. 
En 1591 et 1592, on reconstruit ce boulevard (en A) avec casemates en forme de ravelin à doubles tenailles à une époque où la porte des Tourelles existe encore. 
La Belle-Croix, située en C sur l'avant-bec d'une des piles du pont, est un monument de bronze, consistant en un crucifix érigé sur un piédestal orné de bas-relief représentant la sainte Vierge, saint Pierre, saint Paul, saint Jacques, saint Étienne, et les évêques d'Orléans saint Aignan et saint Euverte. Il est d'un usage général de placer une croix sur le milieu des ponts, pendant le Moyen Âge. En avant du boulevard des Tourelles se situe le couvent des Augustins, que les habitants d'Orléans détruisent à l'arrivée des Anglais, pour débarrasser les abords du châtelet. Cependant, ce monastère est lui-même entouré d'une clôture et d'un fossé, et peut servir de défense avancée. On n'arrive donc devant l'entrée du pont d'Orléans, comme devant l'entrée du pont de la Calendre à Cahors, que latéralement.

### DuXVeauXVIIesiècle: les effets des intempéries

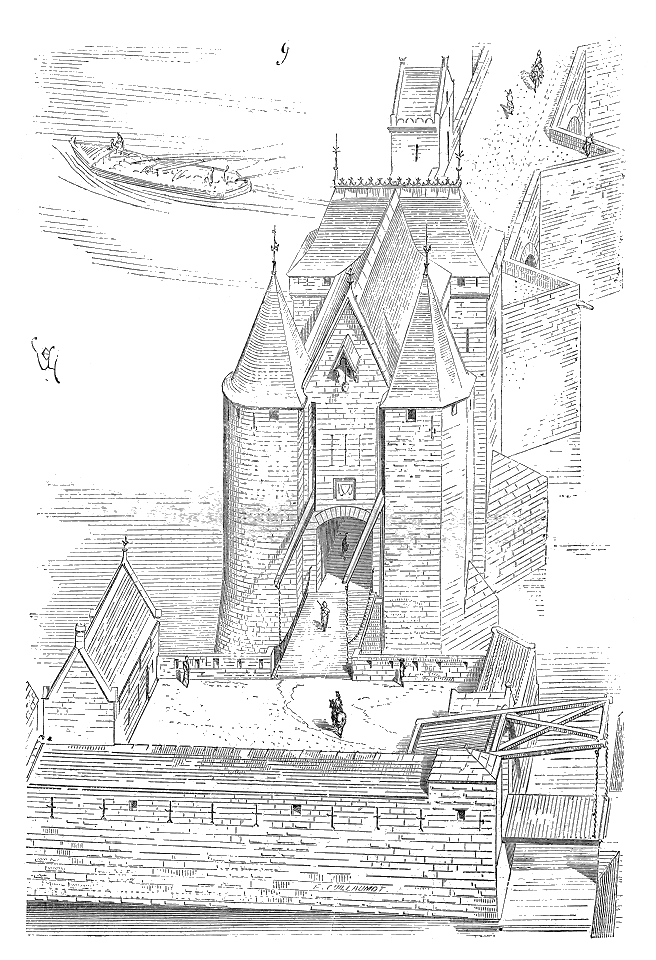
Dessin du pont des Tourelles par Eugène Viollet-le-Duc

Le pont devait beaucoup souffrir au cours de ces mois difficiles : quatre arches, notamment, avaient été rompues. Aussi, dès le départ de l'ennemi, on songea à le remettre en état ainsi que le boulevard et le fort des Tourelles, eux aussi éprouvés. On commença par jeter une passerelle provisoire pour rétablir le passage.
La débâcle des glaces de 1434-1435 provoqua de graves dégâts à la section du pont située entre l'îlot et le Châtelet ; seule la deuxième arche à partir de celui-ci put être conservée sur les sept qu'elle comptait. On remplaça les six autres par quatre nouvelles d'une plus grande portée. Le pont compta donc à partir de cet instant, 19 arches. Il en fut ainsi jusqu'à une époque comprise entre 1555 et 1630. Ensuite et jusqu'à sa disparition au XVIIIe siècle, il ne présenta plus que 18 arches dont treize entre les Tourelles et l'île et cinq entre celle-ci et le Châtelet.

### 1628: premières arches en anses de panier[1]
Les premières voûtes étaient soit en plein cintre soit des arcs brisés. Ce n'est qu'en 1628 que se place la première substitution de l'arc en plein cintre à l'arc en tiers-point, lorsque, après une forte crue qui soumit l'ensemble de l'ouvrage à rude épreuve, il fallut reconstruire l'arche camuse attenante à la Motte-Antoine, du côté Nord.
Tout au long des périodes qui suivirent, le pont continua à subir des dégradations, principalement du fait des crues et des glaces qui ébranlaient les piles. Ce fut notamment le cas en 1732. Les signes de fatigue se répétant de plus en plus fréquemment, les Orléanais qui ne se résignaient pas à laisser mourir leur vieux pont, multiplièrent les réparations, consolidations, reconstructions partielles. 

### 1745: état critique du pont[1]
En 1745, la situation de la section entre le Châtelet et l'Hôpital était si inquiétante qu'il fallut faire appel à des ingénieurs de Paris.
Robert Pitrou, alors inspecteur général des Ponts-et-Chaussées, fut chargé en 1746 de supprimer le danger que représentait la grande arche, dite de la Pucelle, et sa voisine du côté de la ville. Mais six ans plus tard, en 1751, alors que commençait la construction du pont Royal, des symptômes alarmants apparurent sur les deux voûtes étayées ; les autorités décidèrent de faire abattre les deux arches et de les remplacer par une passerelle en bois.

### 1760: démolition[1]
Pendant les neuf années que dura l'établissement du pont Royal, le vieux pont médiéval, à bout de souffle, continua à assurer la liaison entre les deux rives. Mais, en juillet 1760, après que le nouvel ouvrage fut ouvert à la circulation, sa démolition fut entreprise en commençant par les bâtiments situés du côté de la ville et sur l'îlot. La suppression de la forteresse des Tourelles débuta en décembre. Afin de dégager la Loire, on procéda en 1760 et 1761 au déblaiement de l'îlot, déblaiement qui fut achevé en 1762. Seul le Châtelet demeurait encore debout. Il ne devait survivre que quelques années seulement.
La démolition du pont fut faite sur adjudication particulière pour la somme de 10 000 livres, avec abandon des matériaux à l'entrepreneur. Les pieux étaient en chêne noirci jusqu'au cœur, ils étaient d'un beau noir d'ébène, l'on en fit des toises, des règles, et des cannes fort recherchées.

## Description

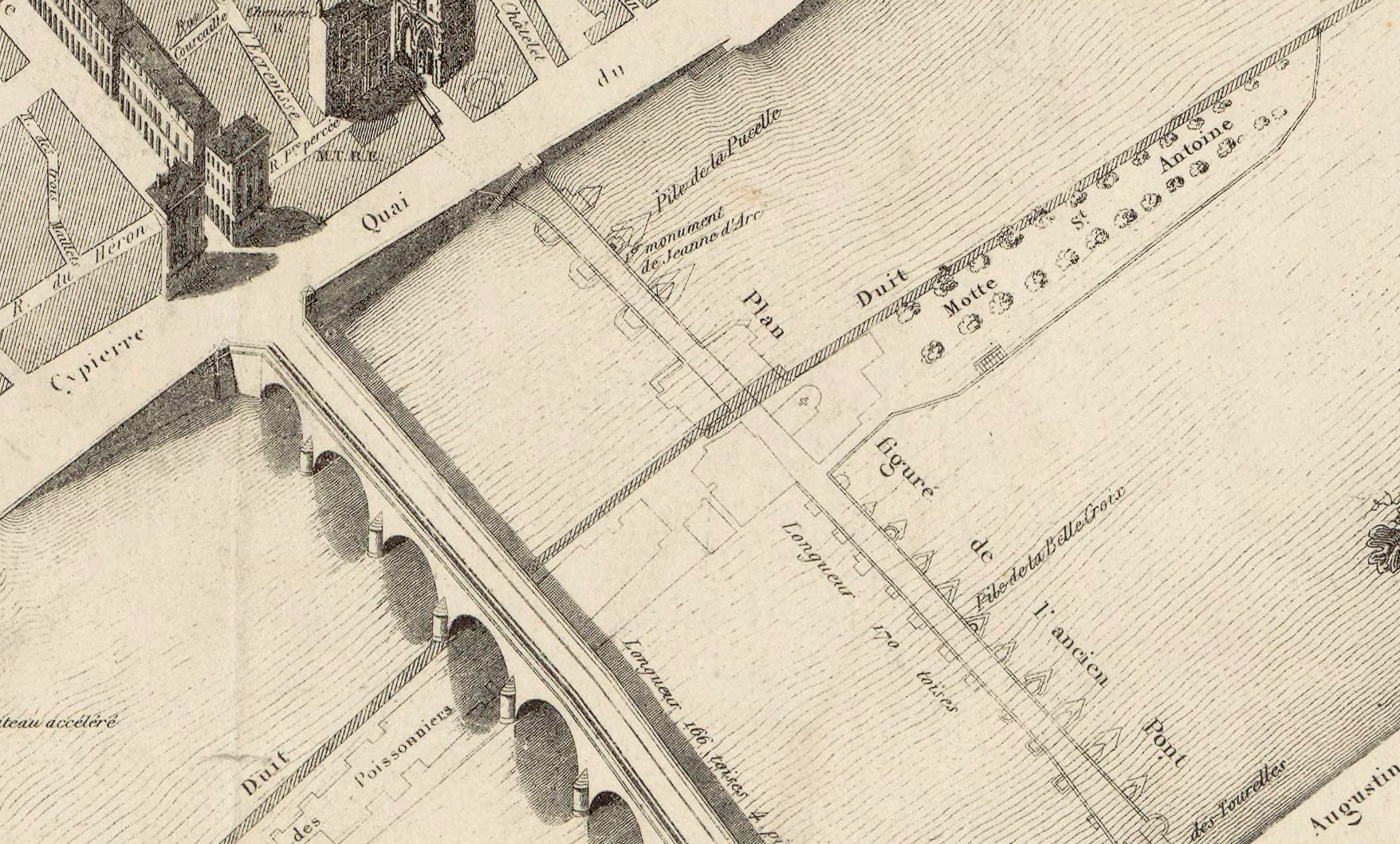
Plan de la ville d'Orléans par Alphonse Gatineau, imprimeur, 1836, détail : le pont Royal et l'ancien pont des Tourelles (détruit).

Le pont mesurait 331 mètres de longueur pour une largeur variant de 9,75 m à 10,40 m, dimension qui faisait de sa voie charretière l'une des plus larges parmi celles que portaient les ponts du Moyen Âge. 
Il était divisé dans sa longueur par un îlot formé par la réunion de deux mottes, la motte Saint-Antoine en amont, et la motte des Chalands-percés ou des Poissonniers en aval.
Dès l'origine du pont, un hôpital, l'hospice Saint-Antoine et une chapelle, la chapelle Saint-Antoine, furent simultanément édifiés sur la motte Saint-Antoine.
Au début du XVe siècle, une galerie couverte, passant par-dessus la chaussée, transversalement, établit une communication entre les deux bâtiments.
Dès le commencement du XIVe siècle, apparurent quelques maisonnettes de pêcheurs sur la motte des Poissonniers.